# Грузинское
Грузинское (Грузинский) — село (хутор) в Кизлярском районе Дагестана. Входит в состав Новосеребряковского сельсовета.

## Географическое положение
Населённый пункт расположен у Огузерского канала, в 2,5 км к юго-востоку от центра сельского поселения — Новая Серебряковка и в 35 км к северо-востоку от города Кизляр.

## История
Село было образовано грузинскими переселенцами (откуда и название).

## Население
| 1926 | 1970 | 1989 | 2002 | 2010 | 2021 |
| ---- | ---- | ---- | ---- | ---- | ---- |
| 158  | ↘152 | ↗219 | ↘190 | ↗193 | ↗207 |

Национальный состав
По данным Всесоюзной переписи населения 1926 года:
| № | Национальность | Численность, чел. | Доля  |
| - | -------------- | ----------------- | ----- |
| 1 | грузины        | 158               | 100 % |

По данным Всероссийской переписи населения 2010 года:
| № | Национальность | Численность, чел. | Доля   |
| - | -------------- | ----------------- | ------ |
| 1 | даргинцы       | 143               | 74,1 % |
| 2 | кумыки         | 34                | 17,6 % |
| 3 | другие         | 16                | 8,3 %  |

По данным Всероссийской переписи населения 2010 года, в селе проживало 193 человека (98 мужчин и 95 женщин).